# Banggaikraai
De banggaikraai (Corvus unicolor) behoort tot de familie van de kraaiachtigen. Het is een met uitsterven bedreigde soort die alleen nog voorkomt op een eiland van de Banggai-eilanden (Midden-Sulawesi, Indonesië). De vogel werd in 1900 door Lionel Walter Rothschild en Ernst Hartert geldig beschreven.

## Kenmerken
De vogel is gemiddeld 40 cm lang en  weegt 175 g. De soort is nauw verwant aan de  sulawesikraai  (C. typicus) en behoort tot een waaier van nauw verwante kraaien waarvan de soendakraai (C. enca) de meest  voorkomende soort is. Het is een vrij kleine kraai met een korte staart en betrekkelijk kleine snavel. Het verenkleed is overwegend zwart met een zwakke blauwe of groene glans. De basis van de veren in de nek is grijs. De iris is donker en achter het oog is een klein stukje naakte huid (mogelijk in het veld onzichtbaar). De poten en de snavel zijn zwart. Seksen verschillen onderling niet.

## Verspreiding en leefgebied
De soort is in 1900 beschreven aan de hand van exemplaren die op een van de Banggai-eilanden waren verzameld. Pas in 1991 was er weer een onbevestigde waarneming. Echter, tussen 2004 en 2007 bleek uit gericht onderzoek dat er een kleine populatie leefde in oorspronkelijk hellingbos in het westen van het eiland Peleng.

## Status
Het leefgebied van deze soort kraai wordt sinds 1991 bedreigd door ontbossingen, de aanleg van wegen en omzetting van regenwoud in agrarisch gebied. Hierdoor versnippert het leefgebied en verder rukt daardoor de soendakraai op als concurrent. Deze soort kan zich gemakkelijker aanpassen in door mensen aangetast gebied. In 2016 werd de populatie geschat op 50-250 volwassen individuen. Om deze redenen staat de banggaikraai als kritiek op de Rode Lijst van de IUCN.